# 1081 w polityce
Wydarzenia polityczne w 1081 roku.

## Wydarzenia
- Aleksy I Komnen wstępuje na tron Cesarstwa bizantyjskiego[1].
- 18 października - bitwa pod Dyrrachion: klęska wojsk bizantyńskich z dowodzonymi przez Roberta Guiskarda Normanami[2]
- Władysław I Herman zwiera sojusz z Wratysławem czeskim[3].

## Urodzili się
- 1 grudnia Ludwik VI Gruby, król Francji[4].